# Helgoland (libro)
Helgoland è un saggio divulgativo di Carlo Rovelli sulla meccanica quantistica, pubblicato da Adelphi in settembre 2020.
Il titolo deriva dall'isola di Helgoland nel mare del Nord, dove nel giugno 1925 il fisico tedesco Werner Heisenberg iniziò ad elaborare la sua teoria sulla meccanica quantistica. L'autore ripercorre la storia della nascita e dello sviluppo della teoria quantistica tramite i contributi, tra gli altri, di Niels Bohr, Pascual Jordan, Max Born, Erwin Schroedinger e Paul Dirac.
Particolarmente ampia la trattazione del fenomeno tipicamente quantistico noto come entanglement, con molti esempi ed alcune riflessioni sulla filosofia della scienza.      
Rovelli ha dedicato il libro al fisico statunitense Ted Newman con queste parole:
« a Ted Newman, che mi ha fatto capire che non capivo la meccanica quantistica. »